# Bancroft (Maine)
Bancroft és una població dels Estats Units a l'estat de Maine (EUA). Segons el cens del 2000 tenia 61 habitants.

## Demografia
Segons el cens del 2000, Bancroft tenia 61 habitants, 24 habitatges, i 16 famílies. La densitat de població era de 0,6 habitants per km².
Dels 24 habitatges en un 29,2% hi vivien nens de menys de 18 anys, en un 45,8% hi vivien parelles casades, en un 12,5% dones solteres, i en un 33,3% no eren unitats familiars. En el 33,3% dels habitatges hi vivien persones soles el 16,7% de les quals corresponia a persones de 65 anys o més que vivien soles. El nombre mitjà de persones vivint en cada habitatge era de 2,54 i el nombre mitjà de persones que vivien en cada família era de 3,25.
Per edats la població es repartia de la següent manera: un 37,7% tenia menys de 18 anys, un 0% entre 18 i 24, un 24,6% entre 25 i 44, un 24,6% de 45 a 60 i un 13,1% 65 anys o més.
L'edat mediana era de 40 anys. Per cada 100 dones de 18 o més anys hi havia 100 homes.
La renda mediana per habitatge era de 16.250 $ i la renda mediana per família de 21.250 $. Els homes tenien una renda mediana de 17.500 $ mentre que les dones 18.750 $. La renda per capita de la població era de 9.760 $. Entorn del 8,3% de les famílies i el 17,5% de la població estaven per davall del llindar de pobresa.